# Kingsport
Kingsport is een plaats (city) in de Amerikaanse staat Tennessee, en valt bestuurlijk gezien onder Hawkins County en Sullivan County.
In Kingsport bevindt zich de hoofdzetel van het internationaal chemisch bedrijf Eastman Chemical Company.

## Demografie
Bij de volkstelling in 2000 werd het aantal inwoners vastgesteld op 44.905.
In 2006 is het aantal inwoners door het United States Census Bureau geschat op 44.191, een daling van 714 (-1.6%).

## Geografie
Volgens het United States Census Bureau beslaat de plaats een oppervlakte van
116,5 km², waarvan 114,1 km² land en 2,4 km² water. Kingsport ligt op ongeveer 369 m boven zeeniveau.

### Buurten
- Allandale
- Amersham
- Borden Mill Village
- Gibson Town
- Fair Acres
- The Fifties District
- Highland Park
- Huntington Hills
- Indian Springs
- Lynn Garden
- Morrison City
- Preston Forest
- Preston Hills
- Sevier Terrace
- Ridgefield
- Riverview
- Rotherwood Heights
- Tellico Hills

## Plaatsen in de nabije omgeving
De onderstaande figuur toont nabijgelegen plaatsen in een straal van 12 km rond Kingsport.